# 洪道德
洪道德（？—）安徽省黄山市歙县三阳乡叶村人，中华人民共和国刑事诉讼法学家。在聂案扮演反面角色，并涉嫌诱奸女学员。

## 生平
1985年7月，自中国政法大学硕士研究生毕业后留校任教，教授刑事诉讼法学、证据法学等，2008年12月被学生评为“中国政法大学最受本科生欢迎的十位老师”。洪道德是中国人民大学法学博士，中国政法大学刑事诉讼法教授，中国政法大学刑事司法学院学术委员会主席，九三学社中央社会与法制委员会副主任。
洪道德曾任中国政法大学法律系刑事诉讼法教研室主任，北京市海淀区第六届政协委员，北京市第九、十届政协委员，九三学社北京市委第十届常委，北京市公安局特约警风监督员，北京市人民检察院专家咨询员，并且在北京法大律师事务所兼职。